# Campeón de Campeones Femenil 2022-23
La copa Campeón de Campeones Femenil 2022-23 fue la III edición del Campeón de Campeones de la Liga MX Femenil. En esta edición nuevamente se utilizó el formato de serie de ida y vuelta como en su predecesora. Se enfrentaron las campeonas del Torneo Apertura 2022, Tigres; y las campeonas del Clausura 2023, América.

## Sistema de competición
Disputarán la copa Campeón de Campeonas Femenil 2022-23 las campeonas de los torneos Apertura 2022 y Clausura 2023. El Club con mayor número de puntos en la Tabla general de clasificación de la Temporada 2022-2023, (tabla que suma los puntos obtenidos por los Clubes participantes durante ambos Torneos) y tomando en cuenta los criterios de desempate establecidos en el reglamento de competencia, será el que juegue como local el partido de vuelta, eligiendo la fecha y horario del mismo.
Tigres será quien juegue la vuelta en casa pues en la temporada consiguieron 76 puntos contra los 73 que consiguió el América.
El club vencedor del Campeón de Campeonas será aquel que en los dos partidos anote el mayor número de goles, criterio conocido como marcador global. Si al término del tiempo reglamentario el partido está empatado, se procederá a lanzar tiros penales, hasta que resulte una vencedora.

## Información de los equipos
| Equipo      | Entrenador(a)     | Estadio       | Capacidad | Ciudad                               |
| ----------- | ----------------- | ------------- | --------- | ------------------------------------ |
| Tigres UANL | Milagros Martínez | Universitario | 41 615    | San Nicolás de los Garza, Nuevo León |
| América     | Ángel Villacampa  | Azteca        | 87 000    | Ciudad de México                     |

## Serie de partidos
| 7 de julio de 2023 | América | 0:2 (0:0) | Tigres UANL       | Estadio Azteca, Ciudad de México                       |                                                        |
| 20:00 (UTC-6)      |         | Reporte   | 70' 78' M. Fishel | Asistencia: 7557 espectadores Árbitra: Karen Hernández | Asistencia: 7557 espectadores Árbitra: Karen Hernández |

| 10 de julio de 2023                                                                 | Tigres UANL   | 1:0 (1:0) (Global 3:0) | América | Estadio Universitario, San Nicolás de los Garza                 |                                                                 |
| 20:00 (UTC-6)                                                                       | L. Ovalle 24' | Reporte                |         | Asistencia: 17 858 espectadores Árbitra: Priscila Eritzel Borja | Asistencia: 17 858 espectadores Árbitra: Priscila Eritzel Borja |
| Tigres UANL es Campeón de Campeonas Femenil tras vencer en el resultado global 3:0. |               |                        |         |                                                                 |                                                                 |

### Partido de ida
| 12    | POR   | Itzel Velasco    |     |
| 26    | DEF   | Karen Luna       |     |
| 4     | DEF   | Andrea Pereira   |     |
| 3     | DEF   | Karina Rodríguez | 82' |
| 20    | DEF   | Nicki Hernández  |     |
| 13    | MED   | Eva González     |     |
| 2     | MED   | Jocelyn Orejel   | 82' |
| 16    | MED   | Sabrina Enciso   | 54' |
| 22    | MED   | Sarah Luebbert   | 82' |
| 8     | MED   | Casandra Cuevas  | 67' |
| 9     | DEL   | Katty Martínez   |     |
| D. T. | D. T. | Ángel Villacampa |     |

| 1     | POR   | Cecilia Santiago   |     |
| 17    | DEF   | Natalia Villarreal |     |
| 23    | DEF   | Jana Gutiérrez     |     |
| 6     | DEF   | Nancy Antonio      |     |
| 27    | DEF   | Athalie Palomo     | 87' |
| 11    | MED   | Nayeli Rangel      |     |
| 24    | MED   | Maricarmen Reyes   |     |
| 7     | MED   | Liliana Mercado    |     |
| 25    | DEL   | Joseline Montoya   | 76' |
| 18    | DEL   | Belén Cruz         | 82' |
| 10    | DEL   | Mia Fishel         |     |
| D. T. | D. T. | Milagros Martínez  |     |

| 15 | Defensa        | Kimberly Rodríguez  | 54' |
| 19 | Centrocampista | Montserrat Saldívar | 67' |
| 14 | Defensa        | Mónica Rodríguez    | 82' |
| 6  | Centrocampista | Noemí Granados      | 82' |
| 21 | Centrocampista | Destinee Manzo      | 82' |

| 19 | Delantero | Alexia Villanueva       | 76' |
| 5  | Delantero | María Fernanda Elizondo | 82' |
| 56 | Defensa   | Natalia Muñoz           | 87' |

| 70' · 78' | Mia Fishel | 0:1 0:2 |

| 79' · 84' | Katty Martínez Kimberly Rodríguez |

| 20' · 50' · 72' | Nancy Antonio Nayeli Rangel Natalia Villarreal |

| Principal  | Karen Hernández Andrade    |
| Asistentes | Elva Gutiérrez Martínez    |
|            | Rodrigo Emir Aguilar Bazán |
| Cuarto     | Ximena Márquez Ruiz        |

|  |                    |     |     |
|  | Tiros a puerta     | 5   | 6   |
|  | Saques de esquina  | 5   | 2   |
|  | Posesión del balón | 52% | 48% |

| 12    | POR   | Itzel Velasco    |     |
| 26    | DEF   | Karen Luna       |     |
| 4     | DEF   | Andrea Pereira   |     |
| 3     | DEF   | Karina Rodríguez | 82' |
| 20    | DEF   | Nicki Hernández  |     |
| 13    | MED   | Eva González     |     |
| 2     | MED   | Jocelyn Orejel   | 82' |
| 16    | MED   | Sabrina Enciso   | 54' |
| 22    | MED   | Sarah Luebbert   | 82' |
| 8     | MED   | Casandra Cuevas  | 67' |
| 9     | DEL   | Katty Martínez   |     |
| D. T. | D. T. | Ángel Villacampa |     |

| 1     | POR   | Cecilia Santiago   |     |
| 17    | DEF   | Natalia Villarreal |     |
| 23    | DEF   | Jana Gutiérrez     |     |
| 6     | DEF   | Nancy Antonio      |     |
| 27    | DEF   | Athalie Palomo     | 87' |
| 11    | MED   | Nayeli Rangel      |     |
| 24    | MED   | Maricarmen Reyes   |     |
| 7     | MED   | Liliana Mercado    |     |
| 25    | DEL   | Joseline Montoya   | 76' |
| 18    | DEL   | Belén Cruz         | 82' |
| 10    | DEL   | Mia Fishel         |     |
| D. T. | D. T. | Milagros Martínez  |     |

| 15 | Defensa        | Kimberly Rodríguez  | 54' |
| 19 | Centrocampista | Montserrat Saldívar | 67' |
| 14 | Defensa        | Mónica Rodríguez    | 82' |
| 6  | Centrocampista | Noemí Granados      | 82' |
| 21 | Centrocampista | Destinee Manzo      | 82' |

| 19 | Delantero | Alexia Villanueva       | 76' |
| 5  | Delantero | María Fernanda Elizondo | 82' |
| 56 | Defensa   | Natalia Muñoz           | 87' |

| 70' · 78' | Mia Fishel | 0:1 0:2 |

| 79' · 84' | Katty Martínez Kimberly Rodríguez |

| 20' · 50' · 72' | Nancy Antonio Nayeli Rangel Natalia Villarreal |

| Principal  | Karen Hernández Andrade    |
| Asistentes | Elva Gutiérrez Martínez    |
|            | Rodrigo Emir Aguilar Bazán |
| Cuarto     | Ximena Márquez Ruiz        |

|  |                    |     |     |
|  | Tiros a puerta     | 5   | 6   |
|  | Saques de esquina  | 5   | 2   |
|  | Posesión del balón | 52% | 48% |

| 12    | POR   | Itzel Velasco    |     |
| 26    | DEF   | Karen Luna       |     |
| 4     | DEF   | Andrea Pereira   |     |
| 3     | DEF   | Karina Rodríguez | 82' |
| 20    | DEF   | Nicki Hernández  |     |
| 13    | MED   | Eva González     |     |
| 2     | MED   | Jocelyn Orejel   | 82' |
| 16    | MED   | Sabrina Enciso   | 54' |
| 22    | MED   | Sarah Luebbert   | 82' |
| 8     | MED   | Casandra Cuevas  | 67' |
| 9     | DEL   | Katty Martínez   |     |
| D. T. | D. T. | Ángel Villacampa |     |

| 1     | POR   | Cecilia Santiago   |     |
| 17    | DEF   | Natalia Villarreal |     |
| 23    | DEF   | Jana Gutiérrez     |     |
| 6     | DEF   | Nancy Antonio      |     |
| 27    | DEF   | Athalie Palomo     | 87' |
| 11    | MED   | Nayeli Rangel      |     |
| 24    | MED   | Maricarmen Reyes   |     |
| 7     | MED   | Liliana Mercado    |     |
| 25    | DEL   | Joseline Montoya   | 76' |
| 18    | DEL   | Belén Cruz         | 82' |
| 10    | DEL   | Mia Fishel         |     |
| D. T. | D. T. | Milagros Martínez  |     |

| 15 | Defensa        | Kimberly Rodríguez  | 54' |
| 19 | Centrocampista | Montserrat Saldívar | 67' |
| 14 | Defensa        | Mónica Rodríguez    | 82' |
| 6  | Centrocampista | Noemí Granados      | 82' |
| 21 | Centrocampista | Destinee Manzo      | 82' |

| 19 | Delantero | Alexia Villanueva       | 76' |
| 5  | Delantero | María Fernanda Elizondo | 82' |
| 56 | Defensa   | Natalia Muñoz           | 87' |

| 70' · 78' | Mia Fishel | 0:1 0:2 |

| 79' · 84' | Katty Martínez Kimberly Rodríguez |

| 20' · 50' · 72' | Nancy Antonio Nayeli Rangel Natalia Villarreal |

| Principal  | Karen Hernández Andrade    |
| Asistentes | Elva Gutiérrez Martínez    |
|            | Rodrigo Emir Aguilar Bazán |
| Cuarto     | Ximena Márquez Ruiz        |

|  |                    |     |     |
|  | Tiros a puerta     | 5   | 6   |
|  | Saques de esquina  | 5   | 2   |
|  | Posesión del balón | 52% | 48% |

| 12    | POR   | Itzel Velasco    |     |
| 26    | DEF   | Karen Luna       |     |
| 4     | DEF   | Andrea Pereira   |     |
| 3     | DEF   | Karina Rodríguez | 82' |
| 20    | DEF   | Nicki Hernández  |     |
| 13    | MED   | Eva González     |     |
| 2     | MED   | Jocelyn Orejel   | 82' |
| 16    | MED   | Sabrina Enciso   | 54' |
| 22    | MED   | Sarah Luebbert   | 82' |
| 8     | MED   | Casandra Cuevas  | 67' |
| 9     | DEL   | Katty Martínez   |     |
| D. T. | D. T. | Ángel Villacampa |     |

| 1     | POR   | Cecilia Santiago   |     |
| 17    | DEF   | Natalia Villarreal |     |
| 23    | DEF   | Jana Gutiérrez     |     |
| 6     | DEF   | Nancy Antonio      |     |
| 27    | DEF   | Athalie Palomo     | 87' |
| 11    | MED   | Nayeli Rangel      |     |
| 24    | MED   | Maricarmen Reyes   |     |
| 7     | MED   | Liliana Mercado    |     |
| 25    | DEL   | Joseline Montoya   | 76' |
| 18    | DEL   | Belén Cruz         | 82' |
| 10    | DEL   | Mia Fishel         |     |
| D. T. | D. T. | Milagros Martínez  |     |

| 15 | Defensa        | Kimberly Rodríguez  | 54' |
| 19 | Centrocampista | Montserrat Saldívar | 67' |
| 14 | Defensa        | Mónica Rodríguez    | 82' |
| 6  | Centrocampista | Noemí Granados      | 82' |
| 21 | Centrocampista | Destinee Manzo      | 82' |

| 19 | Delantero | Alexia Villanueva       | 76' |
| 5  | Delantero | María Fernanda Elizondo | 82' |
| 56 | Defensa   | Natalia Muñoz           | 87' |

| 70' · 78' | Mia Fishel | 0:1 0:2 |

| 79' · 84' | Katty Martínez Kimberly Rodríguez |

| 20' · 50' · 72' | Nancy Antonio Nayeli Rangel Natalia Villarreal |

| Principal  | Karen Hernández Andrade    |
| Asistentes | Elva Gutiérrez Martínez    |
|            | Rodrigo Emir Aguilar Bazán |
| Cuarto     | Ximena Márquez Ruiz        |

|  |                    |     |     |
|  | Tiros a puerta     | 5   | 6   |
|  | Saques de esquina  | 5   | 2   |
|  | Posesión del balón | 52% | 48% |

### Partido de vuelta
| 1     | POR   | Cecilia Santiago   |     |
| 17    | DEF   | Natalia Villarreal |     |
| 4     | DEF   | Greta Espinoza     |     |
| 22    | DEF   | Anika Rodríguez    | 85' |
| 14    | MED   | Lizbeth Ovalle     |     |
| 6     | MED   | Nancy Antonio      |     |
| 7     | MED   | Liliana Mercado    | 56' |
| 24    | MED   | Maricarmen Reyes   | 75' |
| 15    | MED   | Cristina Ferral    | 85' |
| 9     | DEL   | Stephany Mayor     | 85' |
| 10    | DEL   | Mia Fishel         |     |
| D. T. | D. T. | Milagros Martínez  |     |

| 23    | POR   | Itzel González     |     |
| 2     | DEF   | Jocelyn Orejel     |     |
| 15    | DEF   | Kimberly Rodríguez |     |
| 16    | DEF   | Sabrina Enciso     | 56' |
| 4     | DEF   | Andrea Pereira     |     |
| 20    | MED   | Nicki Hernández    |     |
| 8     | MED   | Casandra Cuevas    | 56' |
| 22    | MED   | Sarah Luebbert     | 72' |
| 17    | MED   | Natalia Mauleón    | 85' |
| 10    | DEL   | Alison González    | 56' |
| 7     | DEL   | Kiana Palacios     |     |
| D. T. | D. T. | Ángel Villacampa   |     |

| 8  | Centrocampista | Alexia Delgado   | 56' |
| 18 | Centrocampista | Belén Cruz       | 75' |
| 23 | Defensa        | Jana Gutiérrez   | 85' |
| 11 | Centrocampista | Nayeli Rangel    | 85' |
| 25 | Centrocampista | Joseline Montoya | 85' |

| 26 | Defensa        | Karen Luna         | 56' |
| 13 | Centrocampista | Eva González       | 56' |
| 9  | Delantero      | Katty Martínez     | 56' |
| 19 | Centrocampista | Angelique Saldívar | 72' |
| 21 | Centrocampista | Destinee Manzo     | 85' |

| 24' | Lizbeth Ovalle | 1:0 |

| 28' | Liliana Mercado |

| Principal  | Priscila Eritzel Pérez Borja |
| Asistentes | Aranza Quero Aguilar         |
|            | Damaris Saray Jiménez Díaz   |
| Cuarto     | Itzel Hernández Fuentes      |

|  |                    |     |     |
|  | Tiros              | 3   | 14  |
|  | Saques de esquina  | 2   | 10  |
|  | Posesión del balón | 55% | 45% |

| 1     | POR   | Cecilia Santiago   |     |
| 17    | DEF   | Natalia Villarreal |     |
| 4     | DEF   | Greta Espinoza     |     |
| 22    | DEF   | Anika Rodríguez    | 85' |
| 14    | MED   | Lizbeth Ovalle     |     |
| 6     | MED   | Nancy Antonio      |     |
| 7     | MED   | Liliana Mercado    | 56' |
| 24    | MED   | Maricarmen Reyes   | 75' |
| 15    | MED   | Cristina Ferral    | 85' |
| 9     | DEL   | Stephany Mayor     | 85' |
| 10    | DEL   | Mia Fishel         |     |
| D. T. | D. T. | Milagros Martínez  |     |

| 23    | POR   | Itzel González     |     |
| 2     | DEF   | Jocelyn Orejel     |     |
| 15    | DEF   | Kimberly Rodríguez |     |
| 16    | DEF   | Sabrina Enciso     | 56' |
| 4     | DEF   | Andrea Pereira     |     |
| 20    | MED   | Nicki Hernández    |     |
| 8     | MED   | Casandra Cuevas    | 56' |
| 22    | MED   | Sarah Luebbert     | 72' |
| 17    | MED   | Natalia Mauleón    | 85' |
| 10    | DEL   | Alison González    | 56' |
| 7     | DEL   | Kiana Palacios     |     |
| D. T. | D. T. | Ángel Villacampa   |     |

| 8  | Centrocampista | Alexia Delgado   | 56' |
| 18 | Centrocampista | Belén Cruz       | 75' |
| 23 | Defensa        | Jana Gutiérrez   | 85' |
| 11 | Centrocampista | Nayeli Rangel    | 85' |
| 25 | Centrocampista | Joseline Montoya | 85' |

| 26 | Defensa        | Karen Luna         | 56' |
| 13 | Centrocampista | Eva González       | 56' |
| 9  | Delantero      | Katty Martínez     | 56' |
| 19 | Centrocampista | Angelique Saldívar | 72' |
| 21 | Centrocampista | Destinee Manzo     | 85' |

| 24' | Lizbeth Ovalle | 1:0 |

| 28' | Liliana Mercado |

| Principal  | Priscila Eritzel Pérez Borja |
| Asistentes | Aranza Quero Aguilar         |
|            | Damaris Saray Jiménez Díaz   |
| Cuarto     | Itzel Hernández Fuentes      |

|  |                    |     |     |
|  | Tiros              | 3   | 14  |
|  | Saques de esquina  | 2   | 10  |
|  | Posesión del balón | 55% | 45% |

| 1     | POR   | Cecilia Santiago   |     |
| 17    | DEF   | Natalia Villarreal |     |
| 4     | DEF   | Greta Espinoza     |     |
| 22    | DEF   | Anika Rodríguez    | 85' |
| 14    | MED   | Lizbeth Ovalle     |     |
| 6     | MED   | Nancy Antonio      |     |
| 7     | MED   | Liliana Mercado    | 56' |
| 24    | MED   | Maricarmen Reyes   | 75' |
| 15    | MED   | Cristina Ferral    | 85' |
| 9     | DEL   | Stephany Mayor     | 85' |
| 10    | DEL   | Mia Fishel         |     |
| D. T. | D. T. | Milagros Martínez  |     |

| 23    | POR   | Itzel González     |     |
| 2     | DEF   | Jocelyn Orejel     |     |
| 15    | DEF   | Kimberly Rodríguez |     |
| 16    | DEF   | Sabrina Enciso     | 56' |
| 4     | DEF   | Andrea Pereira     |     |
| 20    | MED   | Nicki Hernández    |     |
| 8     | MED   | Casandra Cuevas    | 56' |
| 22    | MED   | Sarah Luebbert     | 72' |
| 17    | MED   | Natalia Mauleón    | 85' |
| 10    | DEL   | Alison González    | 56' |
| 7     | DEL   | Kiana Palacios     |     |
| D. T. | D. T. | Ángel Villacampa   |     |

| 8  | Centrocampista | Alexia Delgado   | 56' |
| 18 | Centrocampista | Belén Cruz       | 75' |
| 23 | Defensa        | Jana Gutiérrez   | 85' |
| 11 | Centrocampista | Nayeli Rangel    | 85' |
| 25 | Centrocampista | Joseline Montoya | 85' |

| 26 | Defensa        | Karen Luna         | 56' |
| 13 | Centrocampista | Eva González       | 56' |
| 9  | Delantero      | Katty Martínez     | 56' |
| 19 | Centrocampista | Angelique Saldívar | 72' |
| 21 | Centrocampista | Destinee Manzo     | 85' |

| 24' | Lizbeth Ovalle | 1:0 |

| 28' | Liliana Mercado |

| Principal  | Priscila Eritzel Pérez Borja |
| Asistentes | Aranza Quero Aguilar         |
|            | Damaris Saray Jiménez Díaz   |
| Cuarto     | Itzel Hernández Fuentes      |

|  |                    |     |     |
|  | Tiros              | 3   | 14  |
|  | Saques de esquina  | 2   | 10  |
|  | Posesión del balón | 55% | 45% |

| 1     | POR   | Cecilia Santiago   |     |
| 17    | DEF   | Natalia Villarreal |     |
| 4     | DEF   | Greta Espinoza     |     |
| 22    | DEF   | Anika Rodríguez    | 85' |
| 14    | MED   | Lizbeth Ovalle     |     |
| 6     | MED   | Nancy Antonio      |     |
| 7     | MED   | Liliana Mercado    | 56' |
| 24    | MED   | Maricarmen Reyes   | 75' |
| 15    | MED   | Cristina Ferral    | 85' |
| 9     | DEL   | Stephany Mayor     | 85' |
| 10    | DEL   | Mia Fishel         |     |
| D. T. | D. T. | Milagros Martínez  |     |

| 23    | POR   | Itzel González     |     |
| 2     | DEF   | Jocelyn Orejel     |     |
| 15    | DEF   | Kimberly Rodríguez |     |
| 16    | DEF   | Sabrina Enciso     | 56' |
| 4     | DEF   | Andrea Pereira     |     |
| 20    | MED   | Nicki Hernández    |     |
| 8     | MED   | Casandra Cuevas    | 56' |
| 22    | MED   | Sarah Luebbert     | 72' |
| 17    | MED   | Natalia Mauleón    | 85' |
| 10    | DEL   | Alison González    | 56' |
| 7     | DEL   | Kiana Palacios     |     |
| D. T. | D. T. | Ángel Villacampa   |     |

| 8  | Centrocampista | Alexia Delgado   | 56' |
| 18 | Centrocampista | Belén Cruz       | 75' |
| 23 | Defensa        | Jana Gutiérrez   | 85' |
| 11 | Centrocampista | Nayeli Rangel    | 85' |
| 25 | Centrocampista | Joseline Montoya | 85' |

| 26 | Defensa        | Karen Luna         | 56' |
| 13 | Centrocampista | Eva González       | 56' |
| 9  | Delantero      | Katty Martínez     | 56' |
| 19 | Centrocampista | Angelique Saldívar | 72' |
| 21 | Centrocampista | Destinee Manzo     | 85' |

| 24' | Lizbeth Ovalle | 1:0 |

| 28' | Liliana Mercado |

| Principal  | Priscila Eritzel Pérez Borja |
| Asistentes | Aranza Quero Aguilar         |
|            | Damaris Saray Jiménez Díaz   |
| Cuarto     | Itzel Hernández Fuentes      |

|  |                    |     |     |
|  | Tiros              | 3   | 14  |
|  | Saques de esquina  | 2   | 10  |
|  | Posesión del balón | 55% | 45% |

| Campeón de Campeones Femenil 2022-23 |
| ------------------------------------ |
|                                      |
| Tigres UANL                          |
| 2° título                            |